# Жан Каваєс
Жан Каває́с (фр. Jean Cavaillès; [ˌkævaɪˈɛs] ; фр.: [ʒɑ̃ kavajɛs] ; 15 травня 1903 — 4 квітня 1944) — французький філософ і логік, який спеціалізувався на філософії математики та філософії науки. Брав активну участь у французькому Опорі, був заарештований гестапо 17 лютого 1944 року і розстріляний 4 квітня 1944 року.

## Молодість і освіта
Каваєс народився у містечку Сен-Мексан, у департаменті Де-Севр. Отримавши свій перший ступінь бакалавра в 1919 році та бакалаврат з математики та філософії наступного року, він навчався в Ліцеї Людовика Великого, включаючи два роки підготовчих класів, а 1923 року вступив до Вищої нормальної школи, де вивчав філософію. У 1927 році склав агрегаційний конкурсний іспит. У 1928 році він розпочав аспірантуру з філософії під керівництвом Леона Бруншвіга. У 1929—1930 роках Каваєс отримав стипендію Фонду Рокфеллера. У 1931 р. багато подорожував Німеччиною; у Геттінгені він задумав, спільно з Еммі Нетер, проект публікації листування Георга Кантора і Ріхарда Дедекінда. У 1929—1935 роках він був асистентом викладача у Вищій нормальній школі, а в 1936 році — викладачем у Ам'єнському ліцеї (нині фр.: Lycée Louis-Thuillier). У 1937 році успішно захистив головну та додаткову докторські дисертації в Паризькому університеті та став доктором філософії. Потім він був призначений викладачем логіки та загальної філософії в Страсбурзькому університеті.

## Друга Світова війна
1939 року Каваєс був мобілізований як лейтенант піхоти до 43-го полку, пізніше був приєднаний до штабу 4-ї колоніальної дивізії. Двічі відзначений за хоробрість, 11 червня 1940 року потрапив у полон. Наприкінці липня 1940 року він утік із Бельгії до Клермон-Феррана, де розташовувався реорганізований Страсбурзький університет.
Наприкінці грудня 1940 року він зустрів Еммануеля д'Астьєра де ла Віжері, з яким створив невелику групу бійців опору, відому як «Остання колона». Щоб охопити ширшу аудиторію, вони створили газету, яка пізніше стала газетою Libération. Каваєс брав активну участь у редагуванні газети. Перше видання вийшло в липні 1941 року.
У 1941 році він був призначений професором у Сорбонні та виїхав із Клермон-Феррана до Парижа, де допоміг сформувати групу опору «Ліберасьйон-Нор», увійшовши до її керівного комітету.
У квітні 1942 року, за ініціативою Крістіана Піно, Центральне управління інформації та дій (BCRA) Лондона доручило йому створити розвідувальну мережу в Північній зоні, відомої як «Когорс». Крістіан Піно наказав йому пройти в Південну зону, а Каваєс очолив мережу та сформував подібні групи в Бельгії та на півночі Франції.
У вересні 1942 року він був заарештований разом з Піно в Нарбонні французькою поліцією. Після невдалої спроби втечі до Лондона його було інтерновано в Монпельє в табір Сен-Поль д'Ейжо, звідки він утік наприкінці грудня 1942 року. Книга, яку Каваєс написав у в'язниці в Монпельє в 1942 році, була опублікована посмертно в 1946 році за редакцією епістемолога Жоржа Канґієма та математика Шарля Ересмана під назвою Sur la logique et la theorie de la science («Про логіку і теорію науки»).
Переслідуваний режимом Віші як ворог народу і розшукуваний поліцією, він таємно втік до Лондона в лютому 1943 року. Там він кілька разів зустрічався з генералом Шарлем де Голлем.
Повернувшись до Франції 15 квітня, він залишив керівний комітет руху «Визволення», щоб повністю присвятити себе диверсійній діяльності. Він керував саботажем складів Крігсмаріне в Бретані та німецьких радіоустановок на узбережжі.
Після зради одного зі своїх зв'язкових, він був заарештований 28 серпня 1943 року в Парижі разом із сестрою  та її шурином. Піддавшись тортурам, ув'язнений у в'язниці Френ, а потім у Комп'єні, він був переведений до Цитаделі Арраса і, за повідомленнями, був там страчений 17 лютого 1944 року. Нове дослідження в 2015 році показало, що ця дата була неправильною: він був засуджений і страчений 4 квітня 1944 року Спочатку похований в Аррасі під дерев'яним хрестом з позначкою «невідомий номер 5». 1946 року його тіло було ексгумовано й перепоховано в крипті Сорбонни в Парижі.

## Спадщина
1969 року був заснований Центр Каваєса при Вищій нормальній школі за адресою вулиця Улма 29 (3 поверх) як центр вивчення історії та філософії науки. На офіційному відкритті філософ Жорж Канґієм сказав: «Філософ-математик, заряджений вибухівкою, ясний і безрозсудний, рішучий без оптимізму. Якщо це не герой, то що таке герой?» ("Un philosophe mathématicien bourré d'explosifs, un lucide téméraire, un résolu sans optimisme. Si ce n'est pas un héros, qu'est-ce qu'un héros?)
Каваєс був вшанований у наборі французьких поштових марок «Герої опору».
У фільмі 1969 року «Армія тіней» режисера Жана-П'єра Мелвіля, персонаж Люк Жарді (Вождь) був частково натхненний Каваєсом. Головний оперативник Жарді, який одужує від поранень у схованці, має лише п'ять книг; назва кожної — це публікація Каваєса, хоча автора вказано як «Люк Жарді».

### Військові відзнаки
- Кавалер Почесного легіону
- Орден Визволення — указ від 20 листопада 1944 р
- Воєнний хрест 39/45
- Медаль Опору
- Офіцер ордена Бельгійської корони (з пальмою)
- Медаль Опору (Бельгія)

## Праці
- Sur la deuxième définition des ensemble finis donnée par Dedekind [ Про друге визначення скінченних множин, дане Дедекіндом ], Fundamenta Mathematicae, XIX, 1932, стор. 143–148.
- L'école de Vienne au Congrès de Prague, Revue de métaphysique et de morale, XLII, 1935, стор. 137–149.
- Briefwechsel Cantor-Dedekind, ed. E. Noether і J. Cavaillès, Actualités scientifiques et industrielles, 518, Paris, Hermann, 1937. Французький переклад Чарльза Ересмана в Cavaillès, Philosophie mathématique, Paris, Hermann, 1962, стор. 177–252.
- Remarques sur la formation de la théorie abstraite des ensembles [ Зауваження щодо формування абстрактної теорії множин ], Actualités scientifiques et industrielles, 606 & 607, Paris, Hermann, 1938. Передруковано в Cavaillès, Philosophie mathématique, Paris, Hermann, 1962, стор. 23–176.
- Méthode axiomatique et formalisme [ Аксіоматичний метод і формалізм ], Actualités scientifiques et industrielles, 608, 609 і 610, Париж, Герман, 1938.
- Du collectif au pari [ Від колективу до парі ], Revue de métaphysique et de morale, XLVII, 1940, стор. 139–163.
- La pensée mathématique [ Математична думка ], дискусія з Альбером Лотманом (4 лютого 1939), Bulletin de la Société française de philosophie, XL, 1946.
- Transfini et continu [ Трансфініт і континуум ], Actualités scientifiques et industrielles, 1020, Париж, Герман, 1947. Передруковано в Cavaillès, Philosophie mathématique, Paris, Hermann, 1962, стор. 253–274.
- Sur la logique et la théorie de la science [ Про логіку та теорію науки ], Париж, Presses universitaires de France, 1947. Англійський переклад TS Kisiel у J. Kockelmans and T. Kisiel (eds), Phenomenology and the Natural Sciences, Evanston, Northwestern University Press, 1970.
- Philosophie mathématique [ Математична філософія ], Париж, Герман, 1962.
- Œuvres complètes de philosophie des sciences [ Повне зібрання праць з філософії наук ], Париж, Герман, 1994.

## Подальше читання
- Canguilhem, Georges. Vie et mort de Jean Cavaillès [Life and death of Jean Cavaillès], Paris, Allia, 1996
- Cassou-Noguès, Pierre. De l'expérience mathématique. Essai sur la philosophie des sciences de Jean Cavaillès [On mathematical experiment: Essay on the philosophy of science of Jean Cavaillès], Paris, Vrin, 2001
- Azema, Jean-Pierre and Aglan, Alya. Jean Cavaillès Résistant ou la Pensée en actes [Jean Cavaillès — Resisting or thought in actions], Paris, Flammarion, 2002
- Dominique Dubarle, «Le dernier écrit philosophique de Jean Cavaillès» in Revue de métaphysique et de morale, LIII, no. 3 (Société française de philosophie, Paris, 1948)
- Ferrières, Gabrielle. Jean Cavaillès: Un philosophe dans la guerre, 1903—1944, fourth edition, Paris, Le Félin, 2003. First edition, as Jean Cavaillès philosophe résistant, Paris, Presses universitaires de France, 1950. English translation of the second French edition of 1982, by T. N. F. Murtagh, as Jean Cavaillès: A Philosopher in Time of War, 1903—1944, New York, Edward Mellen Press, 2000.
- Cortois, Paul. Bibliographie de Jean Cavaillès, Philosophia Scientiæ, III, 1998, pp. 157–174.